# Zuzanna Rudzińska-Bluszcz
Zuzanna Rudzińska-Bluszcz (ur. 30 kwietnia 1982 w Warszawie) – polska prawniczka i działaczka praw człowieka, w latach 2011–2015 adwokatka, od 2015 radczyni prawna, w latach 2015–2021 główna koordynatorka do spraw strategicznych postępowań sądowych Biura Rzecznika Praw Obywatelskich, w latach 2021–2023 prezeska Fundacji ClientEarth Prawnicy dla Ziemi; w latach 2023–2025 podsekretarz stanu w Ministerstwie Sprawiedliwości.

## Życiorys

### Wykształcenie
Absolwentka Wydziału Prawa i Administracji Uniwersytetu Warszawskiego (2007). Studiowała także Stosowane Nauki Społeczne na Uniwersytecie Warszawskim oraz w Cardiff Law School Uniwersytetu w Cardiff w Wielkiej Brytanii. W 2011 ukończyła aplikację adwokacką w Warszawie.

### Działalność zawodowa i społeczna
Przez łącznie dziesięć lat pracowała w kancelariach Wardyński i Wspólnicy oraz Dewey&LeBoeuf (obecnie: Greenberg Traurig). Była zaangażowana w szereg spraw sądowych dotyczących praw człowieka, w tym wolności wypowiedzi, praw osób z niepełnosprawnościami oraz dyskryminacji. Była także sędzią Wyższego Sądu Dyscyplinarnego Adwokatury oraz członkinią Zespołu ds. Kobiet przy Naczelnej Radzie Adwokackiej.
W latach 2015–2021 była główną koordynatorką ds. strategicznych postępowań sądowych w Biurze Rzecznika Praw Obywatelskich. Od 2017 zaangażowała się w walkę z patostreamingiem w internecie. Była koordynatorką okrągłego stołu do walki ze szkodliwymi treściami w internecie. Z jej inicjatywy powstał pierwszy w Polsce raport opisujący zjawisko patostreamingu, wydany przez Rzecznika Praw Obywatelskich, Fundację Dajemy Dzieciom Siłę i Orange Polska, a także strona Zglos.to, towarzysząca akcji zachęcającej do reagowania na szkodliwe treści w internecie.
W kwietniu 2021 została szefową Fundacji ClientEarth Prawnicy dla Ziemi.

#### Wybrane sprawy sądowe, w których reprezentowała RPO
- Odszkodowanie za niesłuszny areszt: wygrana sprawa odszkodowania za 12 miesięcy niesłusznego aresztowania dla oskarżonego rolnika spod Płocka, który po 20 latach procesu karnego został uniewinniony[11][12].
- Sprawa refundacji leku dla dziecka chorego na nieuleczalną chorobę rzadką: sprawa wygrana przed Naczelnym Sądem Administracyjnym, dotycząca dopuszczalności refundacji leku dopuszczonego do obrotu w Polsce, lecz niedostępnego w polskich aptekach[11][13][14][15][16].
- Prawo do życia w czystym środowisku: w sprawie mieszkańca Rybnika sąd skierował pytanie prawne do Sądu Najwyższego, czy prawo do życia w czystym środowisku jest dobrem osobistym, którego naruszenia można dochodzić przed sądem[11][17][18].
- Ochrona godności i tożsamości narodowej: prawomocny wyrok krakowskiego sądu przyznający ochronę dóbr osobistych byłemu więźniowi Auschwitz za użycie sformułowania „polskie obozy śmierci” przez niemiecką stację telewizyjną[11][19][20].
- Prawa obywatelskie młodzieży: sprawa przed Naczelnym Sądem Administracyjnym dotycząca możliwości składania przez 15-latka wniosków o dostęp do informacji publicznej[11][21].
- Prawa pracowników: sprawa pracowniczki ochrony z Lublina, która dochodziła ustalenia, iż zawierane z nią przez kilka lat umowy zlecenia były umowami o pracę[11][22].
- Standardy umieszczania osób w szpitalu psychiatrycznym: wygrana sprawa 78-letniego mieszkańca Polski, który w ramach środka zabezpieczającego spędził w rybnickim szpitalu psychiatrycznym 11 lat, a następnie mimo uchylenia przez Sąd Najwyższy wcześniejszych orzeczeń sądów, został przyjęty na inny oddział zamknięty[11][23][24][25].
- Ochrona wolności wyznania i poszanowania symboli religijnych: precedensowa sprawa Sikha z Londynu, który podczas kontroli bezpieczeństwa na warszawskim lotnisku musiał zdejmować turban, co w jego religii wiąże się z obrazą symboli religijnych[11][26].

#### Kandydatka na stanowisko RPO
Przed końcem kadencji Adama Bodnara (przypadającym na 9 września 2020) wyraziła chęć kandydowania na stanowisko Rzecznika Praw Obywatelskich. Poparcie dla niej zadeklarowało ponad tysiąc organizacji pozarządowych.
We wrześniu 2020 kluby Koalicji Obywatelskiej i Lewicy złożyły w Sejmie wniosek o powołanie Zuzanny Rudzińskiej-Bluszcz na RPO. Konkurencyjnych kandydatur nie zgłoszono. Zaplanowane na 17 września głosowanie nad jej powołaniem nie odbyło się. Sytuacja powtórzyła się 7 października. Sejm odrzucił jej kandydaturę 22 października („przeciw” zagłosowało 237 posłów, „za” 201, a 9 wstrzymało się od głosu).
26 i 27 października 2020 posłowie Koalicji Obywatelskiej, Lewicy oraz Koalicji Polskiej ponownie zgłosili jej kandydaturę na to stanowisko. 20 listopada Sejm po raz drugi odrzucił jej kandydaturę („przeciw” zagłosowało 244 posłów, „za” 204, a 3 wstrzymało się od głosu).
29 grudnia 2020 ponownie została zgłoszona jako kandydatka na Rzecznika Praw Obywatelskich przez kluby Koalicji Obywatelskiej i Lewicy, przy poparciu ruchu Polska 2050. Pod koniec grudnia 2020 poparcie dla kandydatury Zuzanny Rudzińskiej-Bluszcz na stanowisko RPO wyraził Adam Strzembosz, a 8 stycznia 2021 laureatka  Nagrody Nobla Olga Tokarczuk.
21 stycznia 2021 Sejm po raz trzeci odrzucił jej kandydaturę („przeciw” zagłosowało 247 posłów, „za” 204, a 3 wstrzymało się od głosu). 23 lutego 2021 poinformowała o swojej rezygnacji z ponownego ubiegania się o stanowisko RPO.

#### Wiceminister sprawiedliwości
13 grudnia 2023 została powołana (z rekomendacji Polski 2050) na stanowisko podsekretarza stanu w Ministerstwie Sprawiedliwości, kierowanym przez Adama Bodnara. 4 sierpnia 2025 złożyła rezygnację z zajmowanego stanowiska, która została przyjęta dwa dni później.

## Życie prywatne
Jest córką malarki Zofii Glazer-Rudzińskiej i wnuczką Zofii Olszakowskiej-Glazer, Sprawiedliwej wśród Narodów Świata. Jest mężatką, ma syna (ur. 2015).

## Wyróżnienia
W grudniu 2022 otrzymała nagrodę Kongresu Odpowiedzialnego Kapitału miesięcznika Forbes w kategorii odpowiedzialne przywództwo. W czerwcu 2022 znalazła się na Liście Polskich Liderek Zrównoważonego Rozwoju Forbes Women, a w 2021 – na liście 100 Kobiet Forbes Women 2021.  
W 2020, jako jedna z trzydziestu pięciu osób z całej Europy (jedna z dwóch osób z Polski), została zaproszona do organizowanego przez The Obama Foundation programu Leaders (Przywódcy), sześciomiesięcznego, wirtualnego „programu rozwoju przywództwa i zaangażowania obywatelskiego”, którego celem jest „inspirowanie, wzmacnianie i łączenie początkujących liderów z całej Europy”.
W grudniu 2020 znalazła się w opublikowanym przez „Rzeczpospolitą” zestawieniu najbardziej wpływowych kobiet w polskiej polityce oraz otrzymała tytuł „Człowieka Roku” 2020 Tygodnika Powszechnego. W 2021 otrzymała nagrodę czytelników i czytelniczek w plebiscycie Superbohaterki magazynu „Wysokie Obcasy” oraz wyróżnienie w konkursie Śmiałe 2020 Wysokich Obcasów.